# Villers-Campsart
 Villers-Campsart  es una comuna y población de Francia, en la región de Picardía, departamento de Somme, en el distrito de Amiens y cantón de Hornoy-le-Bourg.
Está integrada en la Communauté de communes du Sud-Ouest Amiénois .

## Demografía
| 165 | 163 | 160 | 121 | 148 | 156 |
| Para los censos de 1962 a 1999 la población legal corresponde a la población sin duplicidades (Fuente: INSEE [Consultar]) |     |     |     |     |     |